# Chiesa di San Sava (Vračar)
La chiesa di San Sava (in serbo Црква Светог Саве?) è una chiesa cristiana ortodossa situata sull'altopiano di Svetosavsko, proprio accanto al tempio di San Sava in Krušedolska 2/a, nel comune cittadino di Vračar e appartiene all'arcivescovado di Belgrado-Karlovci.

## Storia

### Prima chiesa
Il presidente del comitato per la costruzione della chiesa era il patrigno della filantropa serba Delfa Ivanić, Mihailo Bogićević. D'accordo con il metropolita Mihailo, decisero che in futuro lì sarebbe stata costruita la più grande chiesa ortodossa serba, dedicata a San Sava. Fu deciso che il giorno della festa della futura chiesetta sarebbe stato il giorno dell'incendio delle reliquie di San Sava, il 27 aprile secondo il vecchio calendario. Poiché mancavano solo 11 giorni alla festività, Bogićević fece tutto il possibile per far sì che la chiesa fosse costruita in un lasso di tempo così breve. La costruzione della prima chiesa iniziò il 9 aprile 1895, con già il 27 aprile, giorno in cui vennero bruciate le reliquie di San Sava, la consacrazione della chiesa da parte del metropolita Mihailo, con la partecipazione del vescovo Milentije Vijić, dell'archimandrita Firmilian Dražić (futuro vescovo di Skopje) e di diversi sacerdoti e diaconi. Alla consacrazione erano presenti il re Aleksandar Obrenović e molti altri dignitari. La chiesa, con sporgenze rettangolari sulle pareti più lunghe, fu costruita sul modello della chiesa del monastero medievale di Mileševa, dove riposavano le reliquie di San Sava.
La chiesa aveva una pianta sostanzialmente rettangolare, un'abside trilaterale, un soffitto piatto, una facciata in "mattoni smaltati" con giunti stuccati e una rappresentazione della combustione delle reliquie di San Sava sopra il portale principale sul lato nord.
Nel 1908 alla chiesa fu aggiunto un ampio nartece di 9,5 × 13,0m, con due portali, sette finestre in totale e una superficie utile di 120 m². In quell'occasione venne rimosso il muro divisorio e la superficie totale fu di 200 m².
Nel 1928 furono aggiunte le navate laterali su entrambi i lati, progettate dall'architetto russo Balerij Stashevsky. Con questo ampliamento la superficie utilizzabile della chiesa è aumentata a 300 m².
Durante la prima guerra mondiale, le campane della chiesa furono rimosse e gettate in acqua per scopi bellici. Nuove campane furono fuse nel 1921, 1923 e 1928 a Zemun.

### Ricostruzione della struttura
Nella prima metà del 1935 si decise di sostituire la chiesa originaria, più piccola e bassa, che era stata più volte ampliata, con un nuovo edificio più grande e rappresentativo.
La nuova chiesa fu costruita nella seconda metà del 1935 in 3 mesi, ovvero circa 70 giorni lavorativi. L'ingegnere supervisore era Vojislav Zađina. Gli affreschi e l'attuale iconostasi furono realizzati negli anni successivi. Il 24 novembre la chiesa completata e parzialmente allestita venne consacrata dal patriarca serbo Varnava.

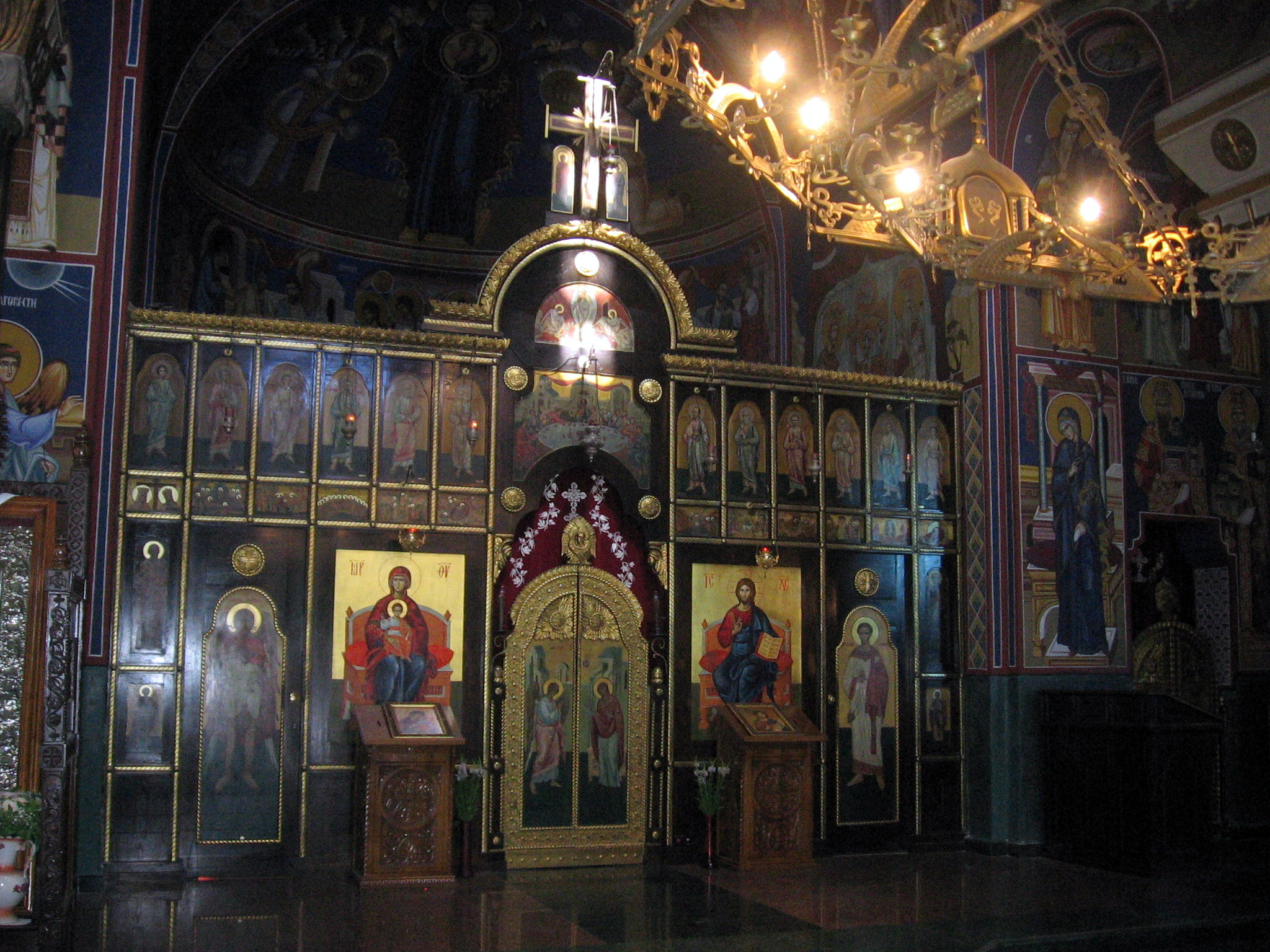
L'iconostasi presente all'interno della chiesa.

Presso il tempio si teneva una fiera in occasione delle festività religiose, che continuò fino a quella presso la chiesa di San Marco, fino al 1937. In seguito, non ci fu più spazio perché furono piantati alberi attorno al tempio costruito temporaneamente e l'area del futuro grande tempio divenne un cantiere.
Nell'ottobre del 1944, durante la lotta per la liberazione di Belgrado, la seconda chiesa di Savinac fu distrutta. Le mura e la facciata furono danneggiate, la cupola fu sfondata e l'ingresso sul lato ovest fu distrutto. Nel 1964 vennero eseguiti lavori di ristrutturazione notevolmente più estesi e alla chiesa venne aggiunto un nartece di circa 20 m².
L'attuale iconostasi della chiesa fu realizzata nel biennio del 1936-37. Tutte le icone furono realizzate dal pittore russo di origine serba Vladimir Predojevic, ad eccezione delle due icone del trono, sostituite nel 1966. Nel 1938-39 furono completati gli affreschi, eseguiti dai pittori russi Nikolai Meyendorff, Boris Obrastsev e Alexander Dikiy. Il numero complessivo di singole figure, composizioni più piccole e più grandi adattate alla piccola chiesa, era di circa 140.
Durante l'importante restauro della chiesa nel 1996, nuovi dipinti apparvero sulle superfici delle pareti e delle volte.

## Galleria d'immagini

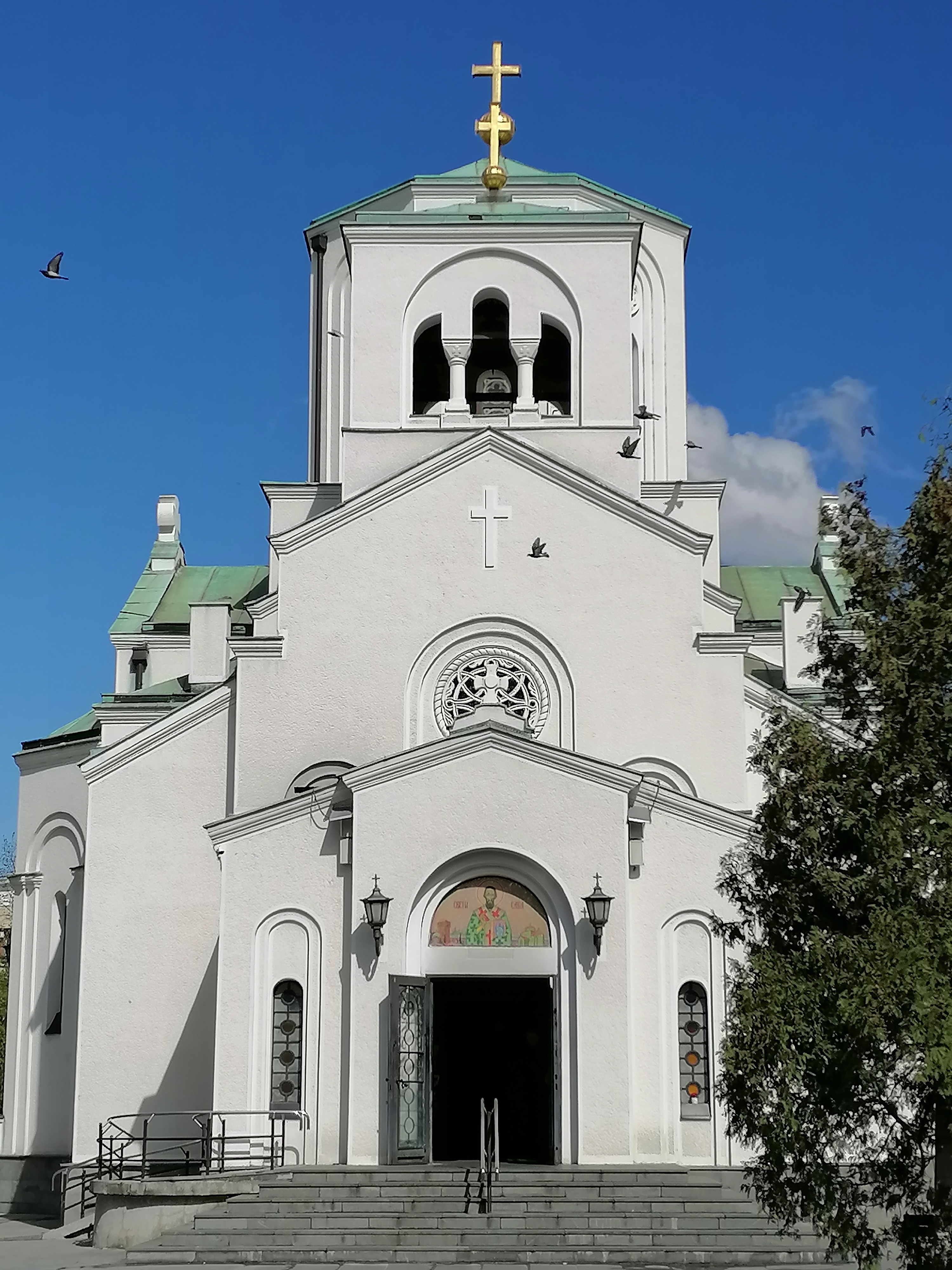
Ingresso dall'altopiano Svetosavsko.
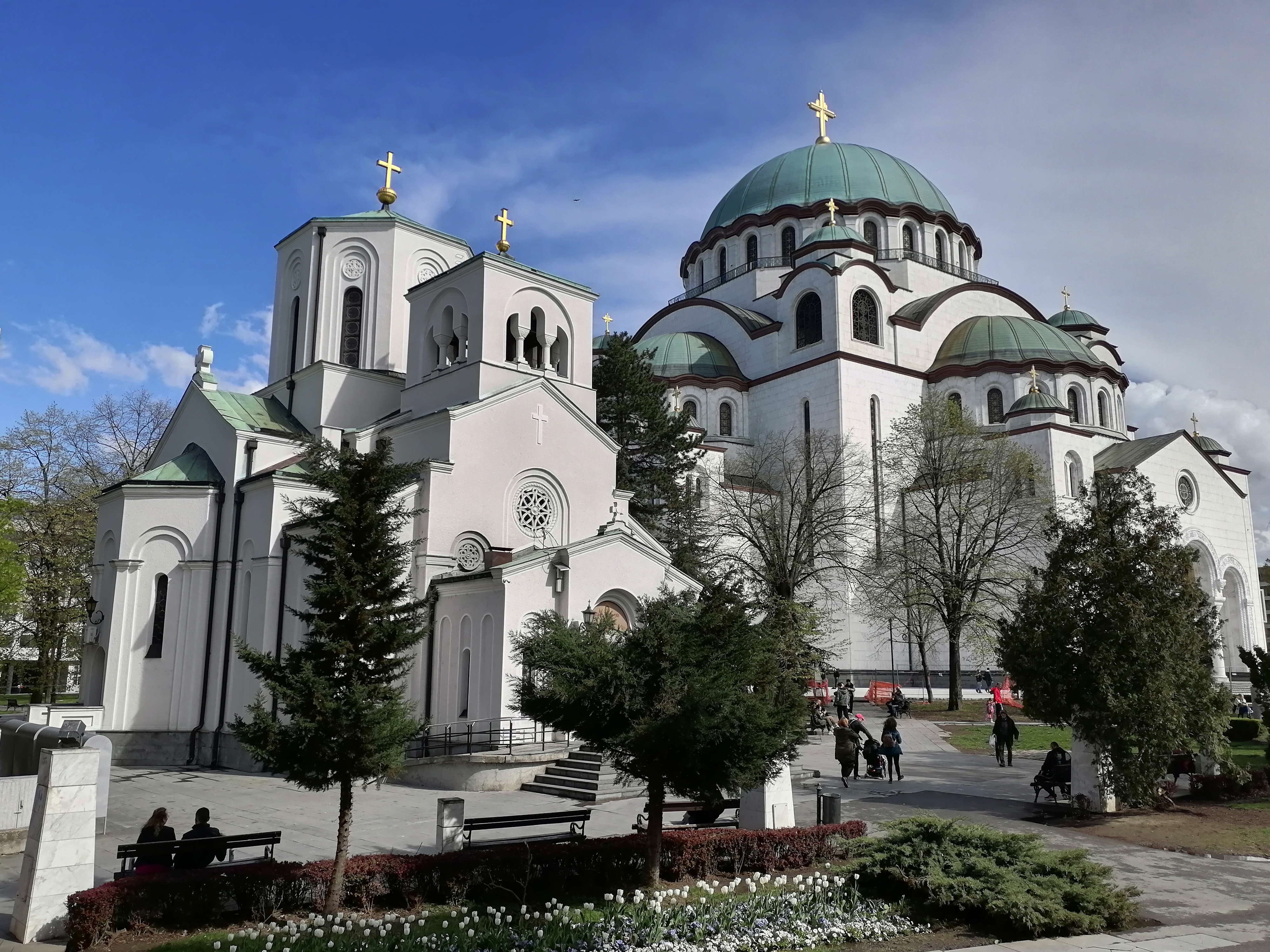
Chiesa e tempio sull'altopiano di Svetosavsko.
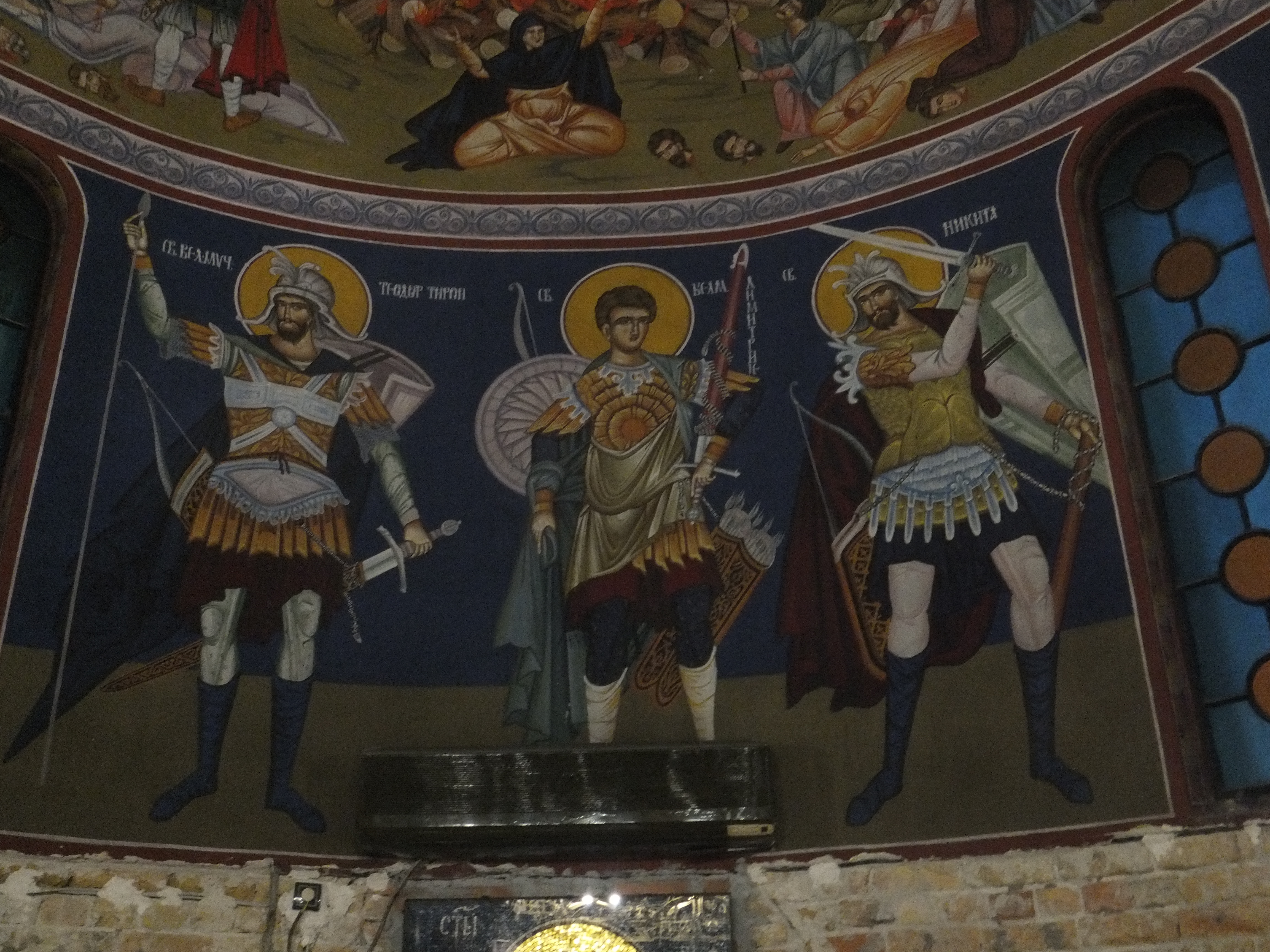
Affreschi presenti nella chiesa.
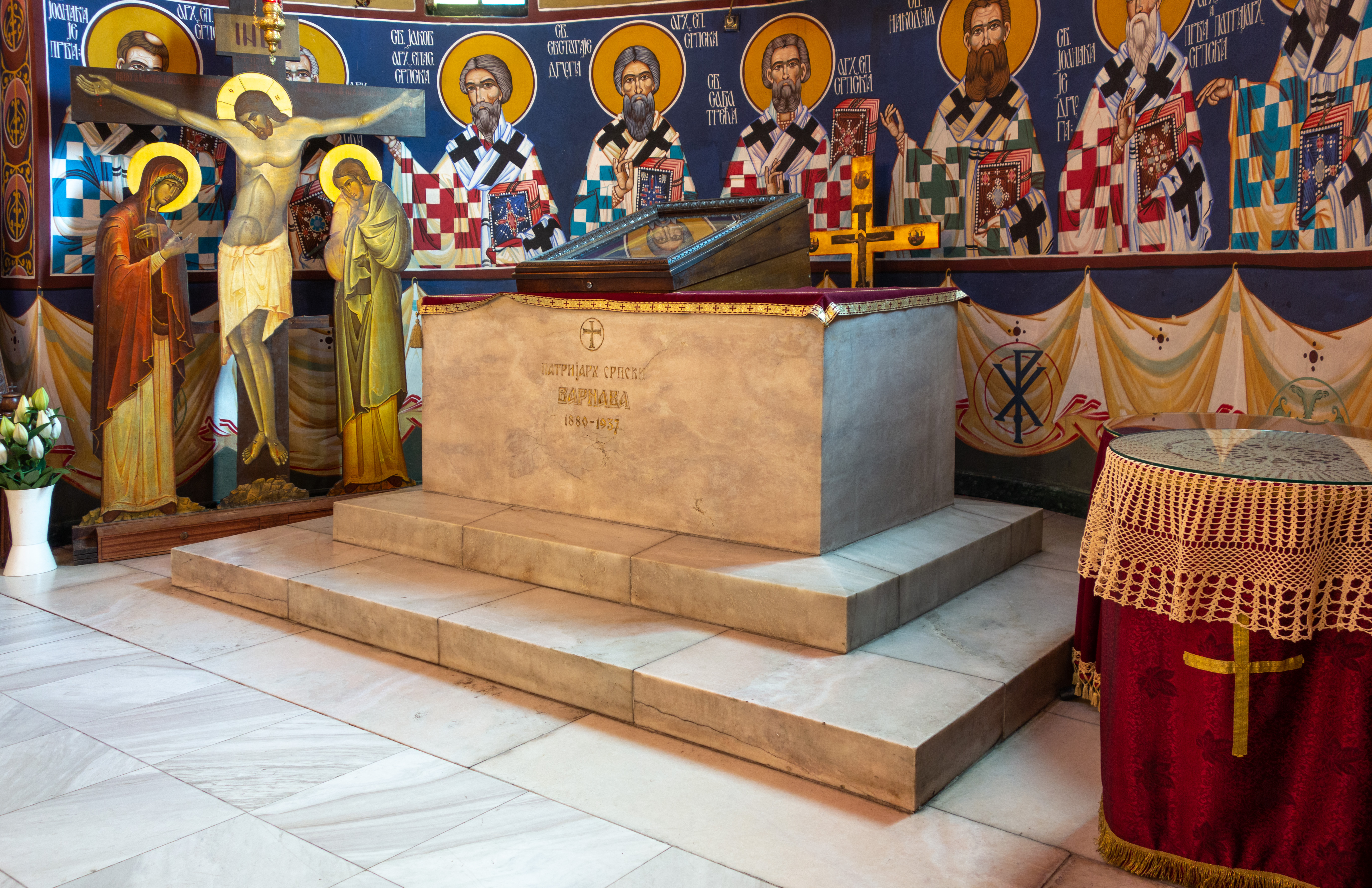
Tomba del patriarca Varnava.